# 艾格瓦特
艾格瓦特（阿拉伯语：‎）是阿尔及利亚艾格瓦特省的省会，位於首都阿爾及爾以南400公里處。截至2005年，該市人口為126,291。